# Watts Summit
Watts Summit är en bergstopp i Antarktis. Den ligger i Västantarktis. Argentina och Storbritannien gör anspråk på området. Toppen på Watts Summit är 1 785 meter över havet.
Terrängen runt Watts Summit är kuperad söderut, men norrut är den platt. Trakten är obefolkad. Det finns inga samhällen i närheten. 